# Вербо (фільм)
Вербо — іспанський фільм режисера Едуардо Чаперо-Джексона з Альбою Гарсіа та Мігелем Анхелем Сільвестром у головних ролях. Фільм вийшов іспанською мовою у 2011 році, його тривалість 87 хвилин. Вартість зйомки сумарно склала 2,5 мільйона євро.

## Сюжет
Ви опинитесь у найближчому майбутньому, де урбанізація повністю змінила обличчя людства. Люди мешкають у гігантських мегаполісах, зосереджені переважно на своїй професійній сфері та рідко виходять за межі звичного маршруту. Більшість байдужа до того, що відбувається поза межами їхнього безпосереднього середовища. Проте іноді з'являються винятки. П’ятнадцятирічна Сара — одна з них. Вона не приймає обмеженого, механічного способу життя й прагне вирватися з цього замкненого кола. Одного дня вона знайомиться з Ліріко — таємничим художником, чиї незвичайні графіті пробуджують емоції та ставлять під сумнів звичну реальність. Через нього Сара відкриває для себе інший світ. 

## Концепція
Режисер називає фільм сучасною історією про самопізнання, у якій Сара, підліток з околиці не важливо якого міста, зі, здавалося б, нормальної сім'ї, вирушає в подорож з цього середовища існування в пошуках інформації та відповідей, яких їй не дає оточення. Під час цієї подорожі Сара зіткнеться з новим викликом: як змінити світ.
Чаперо-Джексон був натхнений роботами Хаяо Міядзакі та мультфільмом Генрі Селіка – Кораліна .

## Саундтреки
Оригінальний саундтрек до фільму був виданий лейблом Quartet Records, автор музикиПаскаль Гень, за винятком треків Verbo та Palabras репера Nach, перший з яких є невиданим саундтреком до фільму. Крім того, акторка Альба Гарсія озвучила дві пісні, взяті безпосередньо з фільму.